# Sexteto Milonguero
El Sexteto Milonguero es una orquesta de tango creada por Javier Di Ciriaco en Buenos Aires en el año 2006.
Está integrada por seis músicos: Ignacio Claramonte (bandoneón), Marisol Canessa (violín), Gustavo Garay (violín), Alejandro Abbonizio (contrabajo), (piano) y Javier Di Ciriaco (canto).
Sexteto Milonguero se formó en 2006 por Javier Di Ciriaco (Cantante).
Es una de las orquestas de tango más conocidas, que ha viajado por casi todo el mundo, con una personalidad única e inconfundible.
El estilo del grupo, tiene un comienzo, en esencia, bailable. Y a lo largo de los años, también debido a la diversidad de lugares donde se han presentado en los últimos años, como teatros o festivales en todo el mundo, se han agregado a su extenso repertorio, una variedad de canciones propias, canciones de folklore argentino, etc.
Esto ha permitido mostrar y fusionar las diferentes influencias que cada uno de los integrantes del sexteto incluye: música popular argentina, jazz, clásica, rock, etc. ... influencias contemporáneas actuales.
Con el paso de los años el Sexteto Milonguero se transformó en una de las orquestas más reconocidas a nivel mundial, llevando el sonido inconfundible y personal de su música por diferentes continentes en 12 años de carrera.
El Sexteto Milonguero ha recorrido milongas, teatros y festivales prácticamente de toda la Argentina, ha realizado 2 giras por Latinoamérica y 14 giras por Europa recorriendo más de 20 países, además Canadá, Singapure y China, y 2 Tours en USA en 2017 y 2018 por más de 10 ciudades.
Discografía:
-Pa’ que bailen (2007)
-Sexteto Milonguero “7” (2010)
-Doble o Nada (2013)
Este último CD, es doble, uno de los discos contiene temas clásicos de los ´40, y el otro, por primera vez en la carrera del grupo, contiene temas que le pertenecen al Sexteto Milonguero.
DVD JOYRIDE
Media Mania Films by Ezster Nordin (2017)
Película de 53 minutos de duración que siguió a la mundialmente famosa orquesta de tango argentina "Sexteto Milonguero" durante su gira europea por el décimo aniversario. Su música y performances son increíbles, enérgicas y muy agradables, no solo para los aficionados al tango. Los filmamos en cuatro países durante su gira: Alemania, Polonia, Inglaterra y Croacia entre bastidores, así como en el escenario.
Libros
-Letras de tango interpretadas por el Sexteto Milonguero
(Producción: Heinke Fiedler, Tanguentro – Dusseldorf, Germany)
-I segreti de un ballo
Libro que habla sobre el baile dentro del tango y donde el Sexteto Milonguero tiene una participación especial por su compromiso y aporte al baile mismo
(Producción: Lidia Ferrari – Italia)
-Libro con fotos del último festival de Berlin 2012
(Producción: Bernd Grosse – Alemania)